# Kis fémesszarvasbogár
A kis fémesszarvasbogár (Platycerus caraboides) a rovarok (Insecta) osztályának bogarak (Coleoptera) rendjébe, ezen belül a mindenevő bogarak (Polyphaga) alrendjébe és a szarvasbogárfélék (Lucanidae) családjába tartozó faj.
A Platycerus rovarnem típusfaja.

## Előfordulása
Ez a rovar Európa egyik szarvasbogárfaja. Magyarországon is megtalálható. A kontinensünkön kívül Közel-Keleten és Észak-Afrikában is fellelhető.

## Alfajai
- Platycerus caraboides caerulosus Didier & Séguy, 1953
- Platycerus caraboides caraboides (Linnaeus, 1758)

## Megjelenése
Az imágó 9-13 milliméter hosszú. Lapított teste zöldes vagy fémesen kék árnyalatú.

## Életmódja
Tölgyesekben gyakori, de fenyvesekben is megtalálható. Május és július között repül.

## Szaporodása
Általában kidőlt és rothadó lombhullató fákon udvarol. A nőstény ilyen tölgyekbe vagy bükkökbe rakja le petéit. A lárva faanyaggal táplálkozik.

## Képek

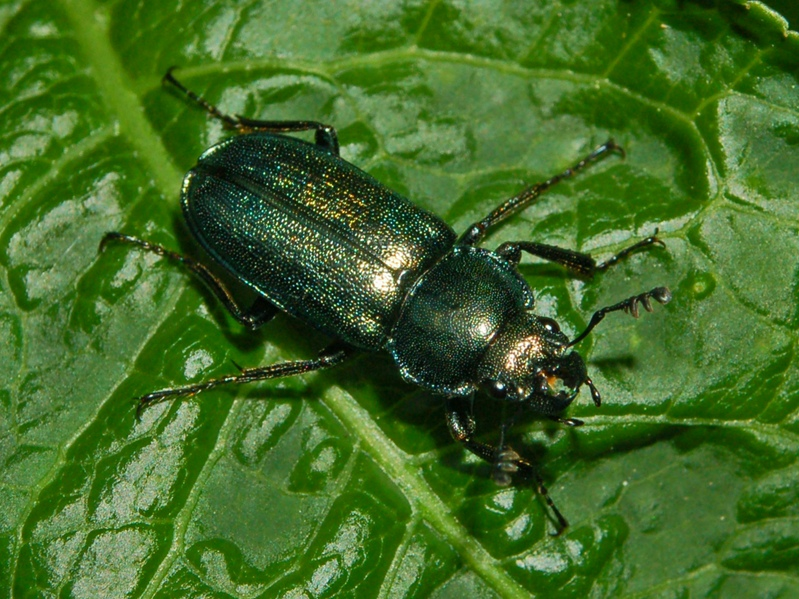
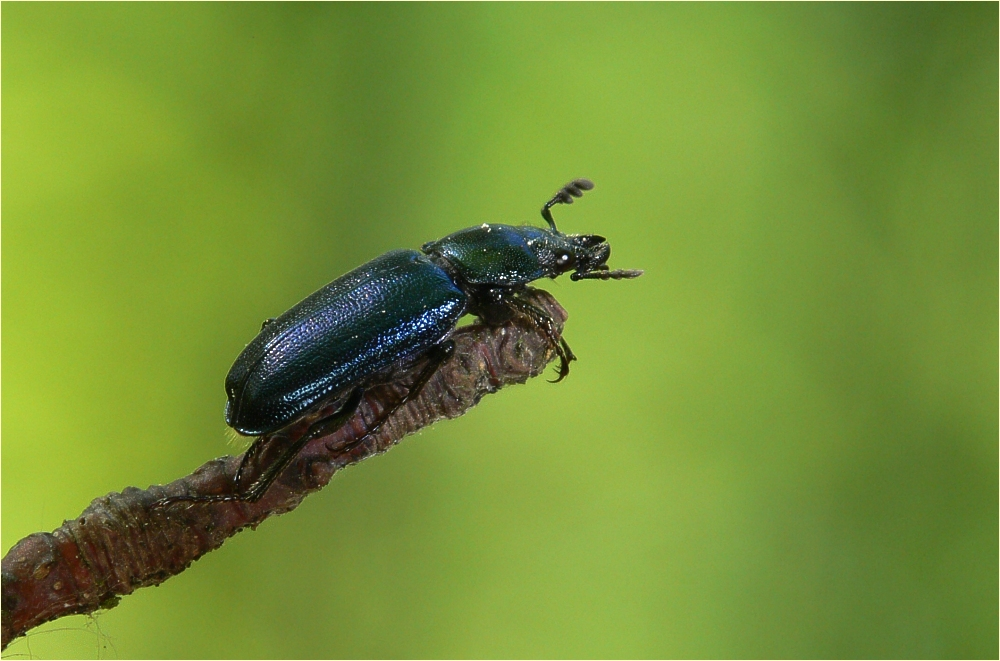
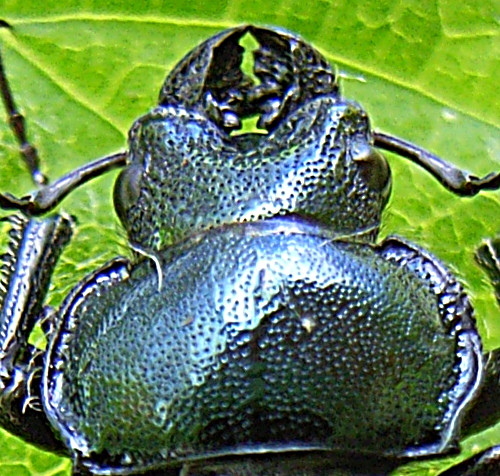
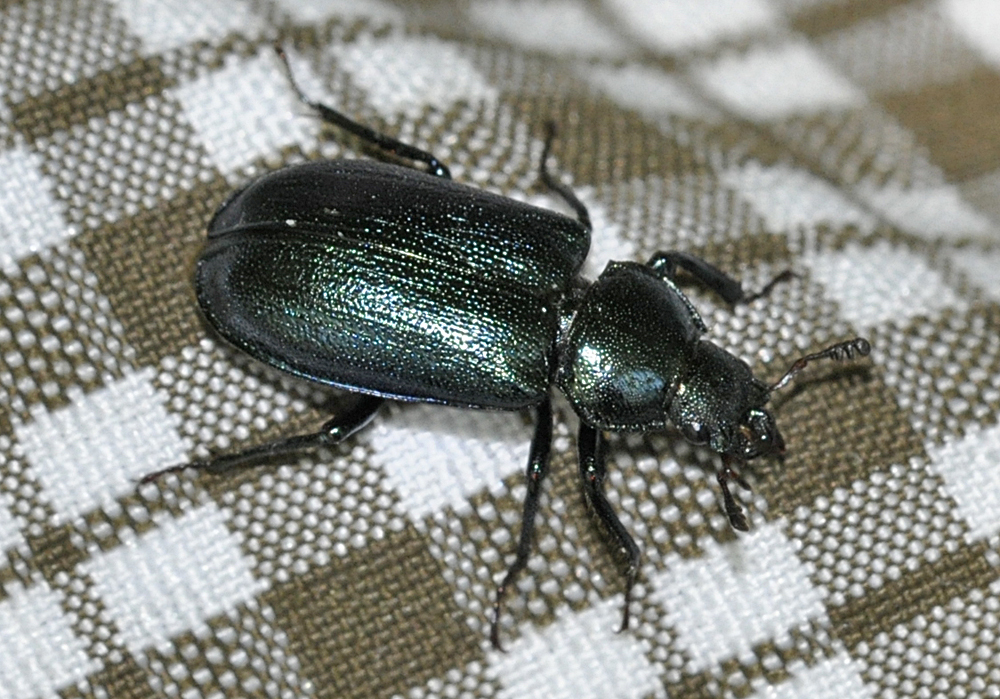

## Fordítás
- Ez a szócikk részben vagy egészben  a   Platycerus caraboides című norvég Wikipédia-szócikk fordításán alapul.  Az eredeti cikk szerkesztőit annak laptörténete sorolja fel. Ez a jelzés csupán a megfogalmazás eredetét és a szerzői jogokat jelzi, nem szolgál a cikkben szereplő információk forrásmegjelöléseként.
- Ez a szócikk részben vagy egészben  a   Platycerus caraboides című angol Wikipédia-szócikk ezen változatának fordításán alapul.  Az eredeti cikk szerkesztőit annak laptörténete sorolja fel. Ez a jelzés csupán a megfogalmazás eredetét és a szerzői jogokat jelzi, nem szolgál a cikkben szereplő információk forrásmegjelöléseként.